# Високово (Бутурлинський район)
Високово (рос. Высоково) — село в Бутурлинському районі Нижньогородської області Російської Федерації.
Населення становить 46 осіб. Входить до складу муніципального утворення Каменищенська сільрада.

## Історія
Від 2009 року входить до складу муніципального утворення Каменищенська сільрада.

## Населення
| 1999 | 2002 | 2010 |
| ---- | ---- | ---- |
| 112  | ↘89  | ↘46  |